# Чмырь, Пётр Яковлевич
Пётр Яковлевич Чмырь (18 ноября 1925 год — 17 сентября 1976 год, Сокулукский район, Чуйская область) — бригадир Киргизской опытно-селекционной станции по сахарной свёкле, Сокулукский район Киргизской ССР. Герой Социалистического Труда (1971). Лауреат Государственной премии Киргизской ССР (1976).

## Биография
Родился в 1925 году на территории современного Казахстана.
С 1934 года трудился разнорабочим на Киргизской опытно-селекционной станции по сахарной свёкле.
Участвовал в Великой Отечественной войне. Член КПСС с 1944 года.
После демобилизации возвратился в Киргизию, где продолжил трудиться на опытно-селекционной станции. С 1945 года — помощник бригадира свекловодческой бригады. В 1953 году назначен бригадиром.
В 1970 году бригада Петра Чмыря собрала с каждого гектара в среднем по 555 центнеров сахарной свёклы и по 473 центнеров кукурузы. Указом Президиума Верховного Совета СССР от 8 апреля 1971 года «за выдающиеся успехи, достигнутые в развитии сельскохозяйственного производства и выполнении пятилетнего плана продажи государству продуктов земледелия и животноводства» удостоен звания Героя Социалистического Труда с вручением ордена Ленина и золотой медали «Серп и Молот».
Скончался в 1976 году в Сокулукском районе.
Награды
- Герой Социалистического Труда
- Орден Ленина — дважды
- Орден Трудового Красного Знамени
- Орден Красной Звезды (30.09.1944)
- Медаль «За отвагу» — дважды (29.02.1944; 31.05.1945)